# Papa Gino's
O Papa Gino's é uma cadeia de restaurantes com sede em Dedham, Massachusetts, especializada em pizzas tradicionais de massa fina, além de massas, sanduíches submarinos, saladas e uma variedade de aperitivos. Em 2023, havia 79 unidades do Papa Gino's em Connecticut, Massachusetts, Nova Hampshire e Rhode Island.

## História
O Papa Gino's teve origem em East Boston, Massachusetts, como um único local chamado “Piece O' Pizza”, inaugurado em 1961. Em 1968, os proprietários, Helen e Michael Valerio, mudaram o nome para “Papa Gino's” e começaram a expandir o negócio para vários locais, 220 quando venderam a empresa para um grupo de investidores em 1991.
Em 1997, a Papa Gino's comprou a D'Angelo Sandwich Shops, outro estabelecimento de fast food com sede em Massachusetts, especializado em sanduíches, do antigo proprietário Yum! Brands (então conhecida como a unidade Pizza Hut da PepsiCo Inc.). Alguns meses depois, os executivos de uma holding, a Papa Gino's Holdings Corporation (mais tarde conhecida como PGHC Holdings), compraram a empresa em um negócio financiado pela Bunker Hill Capital Partners.

### Falência em 2018
Em 18 de setembro de 2018, a Bunker Hill Capital Partners encerrou seu investimento na PGHC Holdings. Em 4 de novembro de 2018, dezenas de estabelecimentos da Papa Gino's fecharam abruptamente, incluindo seu único estabelecimento no Maine, no Auburn Mall, reduzindo a cadeia de mais de 150 estabelecimentos para 97. Os funcionários não foram avisados com antecedência sobre os fechamentos e foram orientados a se candidatar a outros restaurantes quando chegassem para trabalhar nas lojas fechadas. No dia seguinte, a PGHC Holdings entrou com pedido de proteção contra falência e anunciou que havia chegado a um acordo de princípio para vender suas cadeias de restaurantes para a Wynnchurch Capital.

### Pós-falência
Em 14 de junho de 2022, foi revelado que o Papa Gino's abriria um novo restaurante pela primeira vez desde que saiu da falência.

## Publicidade
Desde o final da década de 1990, a cadeia tem feito parcerias com os Boston Red Sox e os New England Patriots, bem como com jogadores individuais das equipes, como o antigo rebatedor designado dos Red Sox, David Ortiz. O linebacker dos Patriots, Tedy Bruschi, substituiu o kicker Adam Vinatieri como pitchman no outono de 2006, depois de Vinatieri ter sido contratado pelos Indianapolis Colts. Em 2020, o Papa Gino's continua a fazer parcerias com os Providence Bruins, os Worcester Red Sox e os Holy Cross. Eles também fazem parceria com muitas equipes infantis locais nas comunidades que servem.